# Strem
Strem est une commune autrichienne du district de Güssing dans le Burgenland. Strem se stitue à 2 kilomètres de la frontière hongroise.

## Histoire
En 2005, la commune inaugure sa centrale de biogaz qui couvre les besoins énergétiques de 1 200 foyers. De nombreux plans supplémentaires de développement de l'énergie verte sont annoncés par le maire Bernhard Deutsch.

## Sports
L'équipe de football de la commune est le UFC Strem, qui évolue en 1. Klasse Süd.  En juin 2020, le maire de la ville annonce le retrait de l'équipe de la compétition pour manque de joueurs.